# Болендер, Курт
Хайнц Курт Болендер (нем. Heinz Kurt Bolender; 21 мая 1912, Дуйсбург, Германская империя — 10 октября 1966, Хаген, ФРГ) — обершарфюрер СС, принимавший участие в Акции T-4 и операции Рейнхард.

## Биография
Курт Болендер родился 21 мая 1912 года. До 16 лет учился в школе, потом стал подмастерьем у кузнеца. 1 января 1931 года вступил в НСДАП (билет № 408472) и СС. В 1939 году служил в дивизии СС «Мертвая голова». Вскоре после этого Болендер в рамках акции T-4 стал работать в различных учреждениях по эвтаназии (Хартхайм, Хадамар, Бранденбург и Зонненштайн), где занимался кремацией тел. Зимой 1941 и 1942 года Болендер служил на Восточном фронте, где занимался перевозкой раненых.
22 апреля 1942 года Болендер прибыл в лагерь смерти Собибор. Там он стал начальником лагеря III («лагерь смерти») и, кроме того, вёл наблюдение за еврейскими рабочими командами. Осенью 1942 года возглавил охранный корпус, состоявший из травниковцев, обученных коллаборационистов из числа бывших советских военнопленных. В декабре 1942 года Болендер был приговорён к тюремному заключению в тюремном лагере СС в Данциге-Мацкау полицейским судом СС в Кракове за подстрекательство к даче ложных показаний во время бракоразводного процесса. В 1943 году после вооружённого восстания в Собиборе был задействован в расформировании лагеря и потом служил в трудовом лагере СС Дорохуча и на предприятии Deutsche Ausrüstungswerke. В начале 1944 года был переведён в оперативную зону Адриатического побережья в «особый отдел R» в Триесте, где занимался уничтожением евреев, конфискацией еврейского имущества и борьбой с партизанами. В январе 1945 года был награждён Железным крестом 2-го класса. В связи с приближающимся окончанием войны подразделения особого отдела R были выведены из Северной Италии и Болендер прибыл в Германию.

### После войны
По окончании войны скрылся под именем Хайнц Бреннер, а позже получил фальшивые документы на имя Вильгельма Курта Вале. По запросу его невесты, бывшей сотрудницы акции T-4, с которой он жил неподалёку от Гамбурга с ноября 1945 года, он был объявлен погибшим. В начале 1950-х годов Болендер был зарегистрирован в Гамбурге, где паспорт с фамилией Вале. В целях сокрытия его местом рождения была указана Восточная Пруссия. В 1950-х годах работал в гамбургской пивной и швейцаром в баре. Правоохранительные органы смогли определить его местонахождение и установить его подлинную личность. С мая 1961 года находился в предварительном заключении. В его квартире полиция нашла плеть с серебряными инициалами «K.B.», сделанными для него бывшим узником Станиславом Шмайзнером. Во время Собиборского процесса, проходившем с 6 сентября 1965 по 20 декабря 1966 в земельном суде Хагена, Болендер обвинялся в пособничестве в убийстве 86 000 человек и убийстве по меньшей мере 360 человек. Болендер сначала сообщал, что занимался борьбой с партизанами в окрестностях Люблина, но на перекрёстном допросе сознался в своих преступлениях в Собиборе. Бывший выживший узник Моше Бахир описывал Болендера как чрезвычайно жестокого садиста. До оглашения приговора 10 октября 1966 года Болендер покончил жизнь самоубийством, повесившись в камере.